# Alain Dieckhoff
Pour les articles homonymes, voir Dieckhoff.
 (octobre 2012).
Si vous disposez d'ouvrages ou d'articles de référence ou si vous connaissez des sites web de qualité traitant du thème abordé ici, merci de compléter l'article en donnant les références utiles à sa vérifiabilité et en les liant à la section « Notes et références ».
Alain Dieckhoff, né le 9 décembre 1958, est un sociologue, chercheur et enseignant français, directeur de recherche au CNRS spécialisé dans la politique et la société contemporaine d’Israël.

## Biographie

### Jeunesse et études
Alain Dieckhoff est diplômé de l'université Paris-Nanterre et de l'Institut d'études politiques de Paris (DEA d’histoire du XXe siècle en 1987). 
Il soutient une thèse de doctorat en sociologie politique à l'université Paris-Nanterre en 1983, sous la direction d’Annie Kriegel. 

### Parcours professionnel
Il enseigne à l'Institut d'études politiques de Paris, aussi bien au Collège universitaire qu'en master (École doctorale, PSIA). Il est membre du conseil scientifique des revues Politique et sociétés, Maghreb-Machrek, Questions internationales, Israel Studies et membre du comité de rédaction de Critique internationale.
Il dirige le département de science politique de l'Institut d'études politiques de Paris entre 2012 et 2013. Alain Dieckhoff a été directeur du Centre de recherches internationales (CERI) de janvier 2014 à décembre 2023. 
Il est également membre du Conseil consultatif du Princeton Institute for International and Regional Studies (PIIRS).
Son champ de recherche principal porte sur la politique, la société contemporaine et les transformations de l’État en Israël. Il travaille également sur les mutations du nationalisme contemporain.

## Ouvrages
- La nation dans tous ses États : les identités nationales en mouvement, Paris, Flammarion, 2012.  Updated edition. First published: 2000.
- Le conflit israélo-arabe, Paris, Armand Colin, 2011 (grand prix du livre d’histoire, Centre mondial pour la paix, Verdun).
- Israéliens et Palestiniens : l'épreuve de la paix, Paris, Aubier, 1996.
- Rescapés du génocide : « L'action Musy », une opération de sauvetage de Juifs européens en 1944-1945, Bâle et Francfort, Helbing & Lichtenhahn, 1995.
- L'invention d'une nation : Israël et la modernité politique, Paris, Gallimard, 1993.

English version : The Invention of a Nation. Zionist thought and the making of modern Israel, London, Hurst & NYC, Columbia UP, 2003.
- Les espaces d'Israël : essai sur la stratégie territoriale d'Israël, Paris, Presses de Sciences Po, 1989.

## Direction d'ouvrages et numéros spéciaux
- Afrique du Nord. Moyen-Orient. L’échec du rêve démocratique, Paris, La Documentation Française, 2014 (avec Frédéric Charillon).
- Routledge Handbook of Modern Israel, London, Routledge, 2013.
- Afrique du Nord. Moyen-Orient. La double recomposition, Paris, La Documentation Française, 2013 (avec Frédéric Charillon).
- Afrique du Nord. Moyen-Orient. Trajectoires variées , incertitudes persistantes, Paris, La Documentation française, 2012 (avec Frédéric Charillon).
- Afrique du Nord. Moyen-Orient. Révolutions civiques, bouleversements politiques, ruptures stratégiques, Paris, La Documentation française, 2011 (avec Frédéric Charillon).
- Afrique du Nord. Moyen-Orient. Entre recomposition et stagnation, Paris, La Documentation Française, 2010 (avec Frédéric Charillon).
- L’État d’Israël, Paris, Fayard, 2008, coll. Les grandes études internationales. Grand Prix du Livre 2008 des Professeurs de Sciences Po.
- Repenser le nationalisme. Théories et pratiques, Paris, Presses de Sciences Po, 2006 (avec Christophe Jaffrelot). English edition :  Revisiting Nationalism. Theories and Processes, London & New York, Hurst/Columbia University Press, 2005 (with Christophe Jaffrelot).
- La constellation des appartenances. Nationalisme, libéralisme et pluralisme, Paris, Presses de Sciences Po, 2004. American edition: The Politics of Belonging. Nationalism, Liberalism, and Pluralism, Lanham (MD), Lexington Books, 2004.
- Israéliens et Palestiniens. La guerre en partage, Paris, Balland, 2003 (with Rémy Leveau).
- Nationalismes en mutation en Méditerranée orientale, Paris, CNRS Éditions, 2002 (avec  Riva Kastoryano).
- Modern Roots. Studies of National Identities, Aldershot, Ashgate, 2001 (with Natividad Gutierrez).
- Israël. Une identité recomposée, no 54 (1999), Les Cahiers de l'Orient.
- Belgique. La force de la désunion, Bruxelles, Complexe, 1996.
- L'Italie. Une nation en suspens, Bruxelles, Complexe, 1995.